# Дарбинян, Ваагн Жирайрович
Ваагн Жирайрович Дарбинян (арм. Վահագն Դարբինյան) (12 августа 1950, Ереван — 28 августа 2013, Москва) ― советский и  армянский врач, невролог, доктор медицинских наук ( 1991 г. ), профессор ( 1992 г. ), академик Европейской академии по эпилепсии (1999).

## Биография
Родился 12 августа 1950 года в Ереване, Армянская ССР, СССР.
В 1974 году окончил Ереванский государственный медицинский институт. В 1991 году защитил докторскую диссертацию и был удостоен звания доктора медицинских наук.
Работал заведующим кафедрой неврологии Ереванского государственного медицинского университета, был директором Института клинической медицины. В 1998 году возглавил  Национальный медицинский противоэпилептический центр «Эребуни».
В 2004 году стал президентом Национального союза против эпилепсии. Президент Ассоциация неврологов Армении, главный невролог Министерства здравоохранения Республики Армения.
С 2000 года Ваагн Дарбинян является членом Правления комитета Российской Федерации по эпилепсии и Международных союзов по эпилепсии. С 2006 года жил и работал в Москве.
Увлекался джазовой музыкой и живописью. Умер от рака 28 августа 2013 года в Москве.
Известный армянский врач-невропатолог Нуне Егиазарян сказала:

Я не видел такой сознательной борьбы с болезнью. Прекрасно осознавая всю сложность своей болезни, он продолжал бороться до конца, надеясь, что сможет выйти победителем в этой неравной борьбе— 

## Цитаты Ваагна Дарбиняна
Счастье никогда не делится пополам. Вы либо счастливы, либо нет. Если ты счастлив в коллективе, ты уже счастлив, если ты счастлив в семье, значит ты уже счастлив...

## Научные труды
Работы касаются вопросов диагностики и лечения эпилепсии:
- Эпилепсия и пароксизмальные состояния. Клиника, диагностика и лечение, Ереван, 1995.
- Нервные болезни, учебник на русском языке, 2002 год (соавтор)
- Абдоминальная боль. Неврологические и гастроэнтерологические дифференциально-диагностические аспекты. Учебное пособие, 1885.
- Современные методы терапии рассеянного склероза. Учебное пособие, Москва, 1987 год